# Scorpaena canariensis
Scorpaena canariensis behoort tot het geslacht Scorpaena van de familie van schorpioenvissen. Deze soort komt voor in het oosten van de Atlantische Oceaan met name bij de Canarische Eilanden en Madeira. Zijn lengte bedraagt zo'n 14 cm.